# Callochiton euplaeae
Callochiton euplaeae is een keverslakkensoort uit de familie van de Callochitonidae. De wetenschappelijke naam van de soort werd in 1829 voor het eerst geldig gepubliceerd door Oronzio Gabriele Costa.